# 池内秀樹
池内 秀樹（いけうち　ひでき、1963年2月3日 - ）は、群馬県出身の日本のサッカークラブ経営者。カマタマーレ讃岐の元代表取締役社長。

## 来歴・人物
1985年から1990年まで、株式会社バブコック日立(現・三菱パワー）に勤務する。1990年より日本エアシステムに移り、以後（日本エアシステムと日本航空の経営統合に伴い）日本航空インターナショナルに2008年まで在籍した。
2008年より、バロックジャパンリミテッドに取締役常務執行役員、取締役最高執行責任者に就任し、2019年5月まで務める。 
2019年12月、死去した川村延廣の後を継いでカマタマーレ讃岐の社長に就任
。クラブの経営方針として「地域密着型クラブ」「地域付いた育成型クラブ」として、香川県の皆様に夢と感動をプレゼントすること。クラブに属する全員が謙虚にそして素直に、さまざまな意見に耳を傾け、クラブの経営方針に適う、すぐれた意見についてはそれを受け入れ、行動するクラブになるとHPで宣言した。
2025年4月24日、カマタマーレ讃岐の社長を任期満了となった。